# Clay Bellinger
Pour les articles homonymes, voir Bellinger.
Clayton Daniel Bellinger (né le 18 novembre 1968 à Oneonta, New York, États-Unis) est un ancien joueur professionnel de baseball.

## Carrière
Il joue dans la Ligue majeure de baseball pour les Yankees de New York de 1999 à 2001 et dispute ses deux derniers matchs en 2002 avec les Angels d'Anaheim. Joueur d'utilité,, il évolue à toutes les positions sur le terrain sauf celles de lanceur et de receveur, jouant notamment 73 de ses 181 matchs dans les majeures au champ extérieur et 51 au troisième but.
À l'origine réclamé par les Giants de San Francisco au 2e tour de sélection du repêché amateur de 1989, il joue plus de 1 000 matchs de ligues mineures avant de percer dans les majeures à l'âge de 30 ans avec les Yankees. Réserviste, il apparaît dans quelques matchs des séries éliminatoires lors de ses trois saisons chez les Yankees et fait partie des équipes championnes des Séries mondiales de 1999 et 2000. Il apparaît dans 4 des rencontres de cette dernière finale comme remplaçant défensif au champ gauche ou coureur suppléant, ainsi que comme réserviste dans deux parties de la Série mondiale 2001 perdue par New York.
Les arrière-grands-parents de Clay Bellinger sont Grecs ; en 2004, il fait partie d'un groupe de joueurs américains de descendance grecque à être recrutés pour participer au tournoi de baseball des Jeux olympiques de 2004 à la suite d'un effort orchestré par Peter Angelos, propriétaire des Orioles de Baltimore, et par la fédération grecque de baseball formée peu après l'octroi en 1997 des Jeux d'été de 2004 à la ville d'Athènes. Participant à la compétition en tant que pays hôte des Jeux, l'équipe de Grèce de baseball avec laquelle s'aligne Bellinger gagne un match sur 7 aux Olympiques, prenant le 7e rang sur 8 nations et ne se qualifiant pas pour la ronde des médailles.
Clay Bellinger est pompier après sa retraite sportive. Le plus âgé de ses deux fils est le joueur de baseball Cody Bellinger.